# Брэнем, Уильям Мэррион
Уильям Мэррион Брэнем (также Бранхам; англ. William Marrion Branham, 6 апреля 1909 — 24 декабря 1965 г.) — американский  проповедник и миссионер. В основном известен, как инициатор возрождения Движения исцеления после Второй мировой войны. Наиболее спорным откровением Брэнема было объявление себя пророком Илией последнего времени (так называемого Лаодикийского периода церкви). Его теология казалась странной и причудливой даже для людей, которые восхищались Брэнемом, как личностью. 18 декабря 1965 года Брэнем попал в аварию, и через несколько дней скончался.

## Биография
Надежность биографического материала о жизни Брэнема следует рассматривать с осторожностью. Автобиографические и биографические рассказы содержат противоречия. Другие источники информации, написанные его сподвижниками зачастую носят агиографический и апологетический характер.

### Детство, отрочество, юность
Существует, по крайней мере, три версии даты рождения Уильяма Брэнема.
- В брачном сертификате с Амелией Брумбах указана дата рождения 8 апреля 1908 г.[8]
- В брачном сертификате с Меде Брой указана дата рождения 6 апреля 1909[9]
- Дата 10 марта 1907 г. высчитывается из слов Брэнема. Во время проповеди 29 сентября 1951 года в Нью-Йорке Брэнем заявил[10]:

 Доктор Доуи перед смертью пророчествовал, что я приеду в этот город через сорок лет после его смерти. Не зная ничего об этом, он умер в один день, и я родился на следующий.
Оригинальный текст (англ.)How Doctor Dowie, in his death, prophesied that I would  come to that city forty years from the time that he died. Not knowing nothing about it, he died on one day, and I was borned on the next.
— «Наша надежда в Боге» (Our Hope Is In God)
Джон Александр Доуи умер 9 марта 1907 года, таким образом, вышеуказанная цитата Брэнема указывает на дату его рождения 10 марта 1907 г. Официальный сайт компании «Voice of God Recordings», являющейся международным распространителем материалов, связанных со служением Брэнема, сообщает, что Брэнем был рожден весной 1909 года. Но чаще Брэнем сообщал, что его дата рождения — 6 апреля 1909 года.
Аналогичные затруднения существуют в определении возраста матери Брэнема, Эллы Ри Харвей.
Например, в книге Пэрри Грина «Деяния пророка» утверждается:

6 апреля 1909 года пятнадцатилетняя мать родом из штата Кентукки родила мальчика. Его назвали Уилльямом Маррионом Бранхамом…
Оригинальный текст (англ.)On April 6, 1909, a fifteen-year-old Kentucky mother gave birth to a baby boy. They named him William Marrion Branham...
— Пэрри Грин «Деяния пророка»
То есть дата рождения матери, согласно отрывку, 1894 г. В данных переписи населения штата Кентукки от 1900 года и информации по захоронению на Западном кладбище в Джефферсонвиле указана дата рождения Элла Ри Харвей 1887 г. Согласно этим данным возраст матери на момент рождения сына составлял 22 года (или 20 лет, если считать датой рождения Брэнема 1907 год).
Уильям Мэррион Брэнем родился в горах Кентукки, недалеко от Берксвилла. Он был первым ребёнком из десяти. Его отец — Чарльз Брэнем был ирландского происхождения, мать — Элла Брэнем, наполовину индианка. Рассказывается, что из-за пристрастия отца Брэнема к алкоголю семья была очень бедной, и детство Уильяма — тяжелым.
По словам Уильяма, в возрасте около восьми лет он услышал Голос, который сказал ему: «Никогда не пей, не кури и не оскверняй своего тела никаким образом. Когда повзрослеешь, для тебя будет труд».
Вспоминая своё детство, он рассказывал, что читал об Аврааме Линкольне, который, будучи мальчиком, отправился на лодке в Новый Орлеан, где видел, как белый человек продал большого негра, разлучив его с семейством. Его жена и ребёнок рыдали, когда белый человек продавал негра, как лошадь. Линкольн понял, что это плохо, и поклялся, что однажды он предпримет что-нибудь в отношении рабства, даже если это будет стоить ему жизни.
Похожим образом Уильям размышлял о бедности, постигшей их семью из-за пьянства отца. В зрелом возрасте, Брэнем затрагивал тему пьянства в своих проповедях, призывая людей получить освобождение от него.
Существует история, согласно которой Брэнем в 14 лет был ранен, его ноги были прострелены из ружья, вследствие чего его жизнь оказалась в опасности. В видении Бог позволил ему побывать в аду и в тот момент Уильям пообещал Господу, что «будет хорошим».
В девятнадцать лет Уильям оставил дом и уехал работать на Запад на животноводческое ранчо в Аризону. В это же время, в 1928 году умер его брат Эдвард, после чего Уильям возвращается домой. Уильям Брэнем вспоминает, что впервые он услышал молитву во время похорон своего брата, и это заставило его задуматься о том, готов ли был его брат ко встрече с Богом, и готов ли к этому он сам.

### Зрелые годы
В июне 1934 года Уильям женился на Хоуп Брумбах, через год у них родился сын Билли Пол, ещё через год — дочь Шэрон Роуз.
В ноябре 1936 года в возрасте 17 лет умер его брат Чарльз, затем в ноябре того же года от сердечного приступа умер его отец. В начале 1937 года заболели жена Уильяма Хоуп и его дочь Шэрон Роуз. 22 июля 1937 года Хоуп умерла от туберкулёза. В день её похорон умерла и Шэрон Роуз. В 1941 году Уильям женился на Меде Брой. В этом браке у него родились трое детей: Ребека, Сара и Иосиф. В январе 1963 года он и его семья переезжают в Тусон, штат Аризона.
18 декабря 1965 года, в штате Техас, Уильям Мэррион Брэнем погиб в результате автомобильной аварии.

## Религиозная деятельность

### Начало служения
После похорон брата он не вернулся на Запад, но нашёл себе работу в Индиане. Проработав два года, проверяя газовые измерительные приборы в лаборатории газовых работ в Нью-Олбэни, он отравился газом. Его состояние здоровья ухудшалось, потребовалась операция. Оказавшись на больничной койке, перед лицом смерти, он испытал тяжелое переживание и закричал: «Господи, если это Ты, позволь мне возвратиться на землю вновь, я буду проповедовать Твоё Евангелие во всеуслышание с крыш домов и на углах улиц. Я буду каждому говорить об этом».
После возвращения домой из больницы, он был решительно настроен искать Бога, чтобы сдержать своё обещание. Он начал изучать Библию. Раньше он не был уверен в том, что это Бог говорил ему Голосом, но в Библии он нашёл много примеров того, как Бог разговаривал с людьми.
О себе Уильям Брэнем рассказывал, что после того, как он получил сверхъестественное переживание и наполнение Святым Духом, началось его служение как проповедника Евангелия.
В 1932 году, незадолго до Рождества, доктор Рой Дэвис посвятил Уильяма Мэрриона Брэнема в служители Евангелия Иисуса Христа согласно законам и уставам Баптистской церкви. Уильяму тогда исполнилось двадцать три года. Он начал проповедовать и проводить палаточные служения, которые сопровождались выдающимся успехом для 24-летнего проповедника.
Из сотен людей, посещавших первую евангелическую кампанию Брэнема в июне 1933 года, большинство возвратилось в свои домашние церкви, как только вечерние палаточные собрания закончились. Но некоторые из них были новообращённые ко Христу, не имея до того никакой принадлежности к церквям. Многие из этих людей начали приходить на регулярные воскресные служения Уильяма. Вскоре арендуемый Мэсон-холл стал слишком тесным, чтобы в нём могло удобно разместиться собрание, поэтому Брэнем вынужден был искать другое здание.
Он обсудил это с членами своего собрания. К его удивлению, объединив свои скудные средства, собрание наскребло достаточно наличных, чтобы оплатить в рассрочку строительство здания для проведения собраний. Через несколько лет у Брэнема уже была собственная церковь.

### Дар исцеления
Свидетелями действия дара исцеления Брэнема были многие известные люди, одним из них был конгрессмен Уильям Апшоу. Незадолго до смерти, в 86 лет, Уильям Апшоу издал своё свидетельство в виде трактата, который он послал каждому сенатору и члену Палаты представителей, как и президенту Трумэну, Уинстону Черчиллю, королю Георгу VI и Иосифу Сталину.
Конгрессмен Апшоу излагает своё свидетельство в Лос-Анджелесе, Калифорния:
«Всего лишь восемьдесят четыре. Мне всего лишь восемьдесят четыре года, и я проповедую три или четыре раза в день Евангелие Христа, Который спас меня, Который находился рядом у моей постели, и затем освободил меня от костылей, которыми я пользовался пятьдесят девять лет, и теперь, слава Богу, я хожу! [Аплодисменты в аудитории]
Запомните, я посылаю эту папку каждому конгрессмену и сенатору, президенту и его жене, и теперь на этой неделе посылаю королю Англии, за которого он молился, и Уинстону Черчиллю. И я собираюсь послать это Иосифу Сталину. Бог да пощадит его душу!»

В конце сороковых годов Уильям Брэнем получил от короля Георга VI телеграмму, в которой было сказано:
«Брат Брэнем, я узнаю от своего секретаря, что один из его друзей был исцелен от рассеянного склероза. Я желаю, чтобы Вы приехали помолиться за меня, чтобы наш Господь Иисус меня исцелил».

### Пророчества
Бренем в некоторых своих проповедях давал следующие определения слова «пророк»:

…Слово пророк означает «Божественный истолкователь Слова». Божественное Слово написано, а пророк имеет в себе Божественный Дух Бога.
Оригинальный текст (англ.)The word "prophet" means "a Divine interpreter of the Word." The Divine Word is wrote, and the prophet has the Divine Spirit of God within him.
— «Откровение Иисуса Христа» 219 (The revelation of Jesus Christ)

…само слово «пророк» означает «божественный истолкователь божественного Слова».
Оригинальный текст (англ.)And the very word "prophet" means a divine interpreter of the divine Word.
— «Водное крещение» 73 (Water baptizm)

…Но он сказал: «Брат Бранхам — это пророк, когда он находится в духе различения, но, — сказал он, — ох, его Учение — это яд. Будьте осторожны с Этим». Я подумал, надо же, образованный человек — и говорит такие вещи. Что означает «пророк»? «Божественный истолкователь Слова».
Объясненное Божество — 25.04.1961 Джефферсонвилл, Индиана, США
Оригинальный текст (англ.)But he said, "Brother Branham is a prophet when he is under the Spirit of discernment," but said, "Oh, his doctrine is poison; be careful with it." I thought of an educated man would say a thing like that. What does a "prophet" mean? "A Divine interpreter of the Word." The Word of the Lord came to the prophet. You see?
— «Водное крещение» 34-3 (Water baptizm)
Данное толкование расходится с классическим переводом древнееврейского слова «нави» (ивр. נָבִיא, мн. ч. «невиим», ивр. נְבִיאִים), означающее: говорящий, вестник Божественного откровения.
Вместе с тем в других своих проповедях Бренем утверждал, что им были сделаны множественные предсказания, которые сбылись.

«Люди назвали меня пророком. Я себя не называю никаким пророком, потому что я не осмелился бы это сказать, но у меня есть… Слушайте, я могу сказать, что Господь давал мне предвидеть, говорить то, что произошло, что произойдёт, что происходит, и ни разу не было ошибки, десятки тысяч раз. Он говорил, что произойдёт, и всё произошло. Мы все это знаем. Если среди присутствующих в это утро здесь или где-либо, есть человек, который может назвать хоть один случай, когда это не произошло, пусть смело поднимется и скажет это. Но все, кто знает, что из тысяч случаев каждый раз это было совершенно верным, скажите „аминь“. [Собрание говорит: „Аминь!“—Ред.] Видите? И так это было таким же образом по всему миру».
Оригинальный текст (англ.)People has called me a prophet. I don't call myself no prophet, because I'd be daresn't to say that. But I have say–I can say this, that the Lord has let me foresee things, tell things that has happened, will happen, is happening; and not one time has it ever failed in the tens of thousands of times. Everything that He said would happen, happened. We all know that. If there's a person in this visible audience this morning or anywhere could say one time it failed, you're at liberty to stand up and say so. But if everybody knows that every time, of the thousands of times it's been perfectly right, say, "Amen." [Congregation replies, "Amen."–Ed.] So that would be the same thing around the world.
— «Брак и развод» 6-1 (Marriage And Divorce)
Наиболее распространены семь видений, данных Уилльяму Бренему от Господа Иисуса в 1933 г. Он открыто говорил эти видениями перед тысячами верующих христиан того времени. Некоторые видения исполнились, например о Муссолини, об автомобиле с автоматизированной системой управления, то есть без водителя.  А некоторые из семи видений исполняются в наше время.

### Сверхъестественное свечение (фотография)
11 июня 1933 года Уильям Брэнем проводил водное крещение, и более 1000 человек собрались на берегу реки Огайо в конце улицы Спринг-стрит. Во время этого события над рекой повис свет в форме огненного кольца. На следующее утро местная газета опубликовала статью об этом событии со следующим заголовком: «Таинственная звезда появилась над служителем во время крещения».
24 января 1950 года сверхъестественное свечение было сфотографировано, и очевидцами этого явления были сотни людей на собрании в Хьюстоне, штат Техас. Негатив этой фотографии был передан на экспертизу Джорджу Дж. Лэйси, частному эксперту, которого представители ФБР часто нанимали для исследования спорных документов. Лэйси взял негатив и в течение двух дней подвергал его всевозможным научным экспериментам. Помимо тщательного исследования самого негатива, Джордж Лэйси также внимательно осмотрел фотоаппарат, чтобы убедиться, не просочился ли свет на плёнку. Он даже посетил Колизей Сэм Хьюстона (место, где была сделана эта фотография), чтобы увидеть, не вызвало ли отражение от прожектора эту аберрацию (искажение изображения).
Оригинал этой фотографии сегодня находится в Библиотеке Конгресса США в Вашингтоне.

### Миссионерская деятельность и общественное служение
В 1946 году Брэнем уволился с работы чтобы полностью погрузиться в служение Богу. Он получил приглашение провести собрания пробуждения в Сент-Луисе. За одиннадцать дней пребывания в этом городе он помолился и возложил руки на более чем тысячу человек. Успех этой кампании положил начало его поездкам по Америке и Канаде со служением пробуждения.
Профессор Алан Андерсон из Университета Бирмингема писал: «Сенсационные исцеления Бранхама, которые начались в 1946 году, хорошо задокументированы, и он был лидером для тех, кто следовал за ним, до тех пор, пока не начали возникать доктринальные противоречия».
Пятидесятнический евангелист Гордон Линдсей в 1947 году оставил пасторское служение в Орегоне, чтобы стать управляющим кампаний Уильяма Брэнема. Он основал журнал «Голос исцеления» в 1948 году и задокументировал историю жизни Уильяма Брэнема и кампании чудес в книге  «Муж, посланный от Бога».
Брэнем проводил собрания исцеления и пробуждения по всем Соединенным Штатам, в городах, куда его приглашали, а также в своей церкви в городе Джефферсонвилле.
Всемирное служение Уильяма Брэнема началось в 1950 году, когда он полетел для проведения собраний в Скандинавии (он проповедовал и молился за больных в Финляндии, Швеции и Норвегии), по пути он сделал остановку в Лондоне, чтобы помолиться за короля Георга VI.
Существовало много противоречивых мнений о Брэнеме и его служении, так как его учение было радикальным. Эти споры продолжаются и по сей день. Многие христианские лидеры того времени приглашали его в свои церкви для проведения собраний и молитв за больных. Но к концу 50х годов его популярность стала падать из-за разногласий с учением большинства церквей. Он выступал против организованной религии, женщин-проповедниц в церквях, осуждал то, что большой акцент делается на деньгах.
За годы своего служения он также посещал Южную Африку, Индию, Европу.

## Вероучение

### Отношение к учению о Троице
Уильям Брэнем отрицал учение о Троице, утверждая, что:

«нигде в Библии ни разу не упоминается Троица… Это заблуждение католиков, а вы, протестанты, склоняетесь перед ним».
Оригинальный текст (англ.)...not one place in the Bible is Trinity ever mentioned...It's Catholic error and you Protestants bow to it...
— Branham, "Conduct, Order, Doctrine Q and A", p. 182

«…Отец, Сын и Святой Дух — это функции одного Бога. Он был Отцом, Он был Сыном, Он есть Святой Дух. Это три функции или три домостроительства».
Оригинальный текст (англ.)Father, Son, and Holy Ghost is offices of one God. He was the Father; He was the Son; He is the Holy Ghost. It's three offices or three dispensations...
— Branham, Ibid., p. 182

### Семя змея
Уильям Брэнем считал, грех Евы в Эдемском саду имел сексуальный характер.

«Вот, что в действительности произошло в Эдемском саду. Слово говорит, что змей совратил Еву. Змей соблазнил ее в буквальном смысле. Он был настолько близок к человеку, что его семя смогло смешаться с семенем женщины, и она зачала…»Оригинальный текст (англ.)Here is what actually happened in the Garden of Eden. The Word says that Eve was beguiled by the serpent. She was actually seduced by the serpent. He was as close to being a human that his seed could, and did mingle with that of the woman and cause her to conceive...
— Branham, "The Original Sin", pp. 2, 3
Так называемое учение о «Семени змея», основанное на аллегорическом толковании Книги Бытия, третьей её главы (Быт. 1:31), прослеживается в некоторых гностических учениях, например у Сифиан, Богомилов, Архонтиков и Каинитов.
В апокрифических текстах данная идея находит отображение, например, в Евангелии от Филиппа и Апокрифе Иоанна

42. Вначале появилось прелюбодеяние, затем убийца, и он был порожден от прелюбодеяния. Ибо он был сыном змия. Поэтому он стал человекоубийцей, как и его отец, и он убил своего брата. Так, 'всякое сообщество, которое появляется от несхожих друг с другом начал, — прелюбодеяние.
— Евангелие от Филиппа

16. А Самаэль, ангел воздуха, вошел в змея, и принял облик прекрасного юноши, которого видел на земле, в стране гиперборейской, и обманул ангела первого неба, который был в образе женщины, и уговорил Еву вкусить от плода познания добра и зла, и вкусила она от запретного плода, и познала добро и зло. Самаэль же обольстил Еву ласковыми словами, и сотворил с нею плотское дело.
17. Адам же, видя все это, тоже вкусил от запретного плода, и преисполнился желания греха и исполнил желание свое с Евой в прославление змея. Потому называют сыновьями Самаэля и сыновьями змея тех, кто совершает желание Самаэля, отца своего, вплоть до скончания этого века. И вновь Самаэль излил в ангела, который был в Адаме, яд свой и желание, порождающее сыновей змея и сыновей Самаэля, вплоть до скончания этого века. И от змея Ева родила Сына Каина и дочь Калмену, а от Адама — Авеля, убитого впоследствии Каином.
— Апокриф Иоанна
Однако чёткие данные о преемственности или отношении Брэнема к данным школам и учениям отсутствуют.

## Критика
Курт Е. Кох подверг критике деятельность Брэнема, ссылаясь на Библию: Кох пишет, что Брэнем пользовался традицией фетиша во время целительного служения, что во время молитв христиан за исполнение Воля Божия в этом служении тот терял свою силу, что после подобных мероприятий Брэнем чувствует себя измождённым. Здесь же Кох указывает, что с Брэнемом разорвали отношения ряд служителей, в том числе Билли Грэм.